# Richard Chaplow
Richard Chaplow (Accrington, 2 febbraio 1985) è un allenatore di calcio ed ex calciatore inglese, di ruolo centrocampista.

## Palmarès

### Competizioni nazionali
- USL Championship: 1

Orange County: 2021